# Electrician and Mechanic

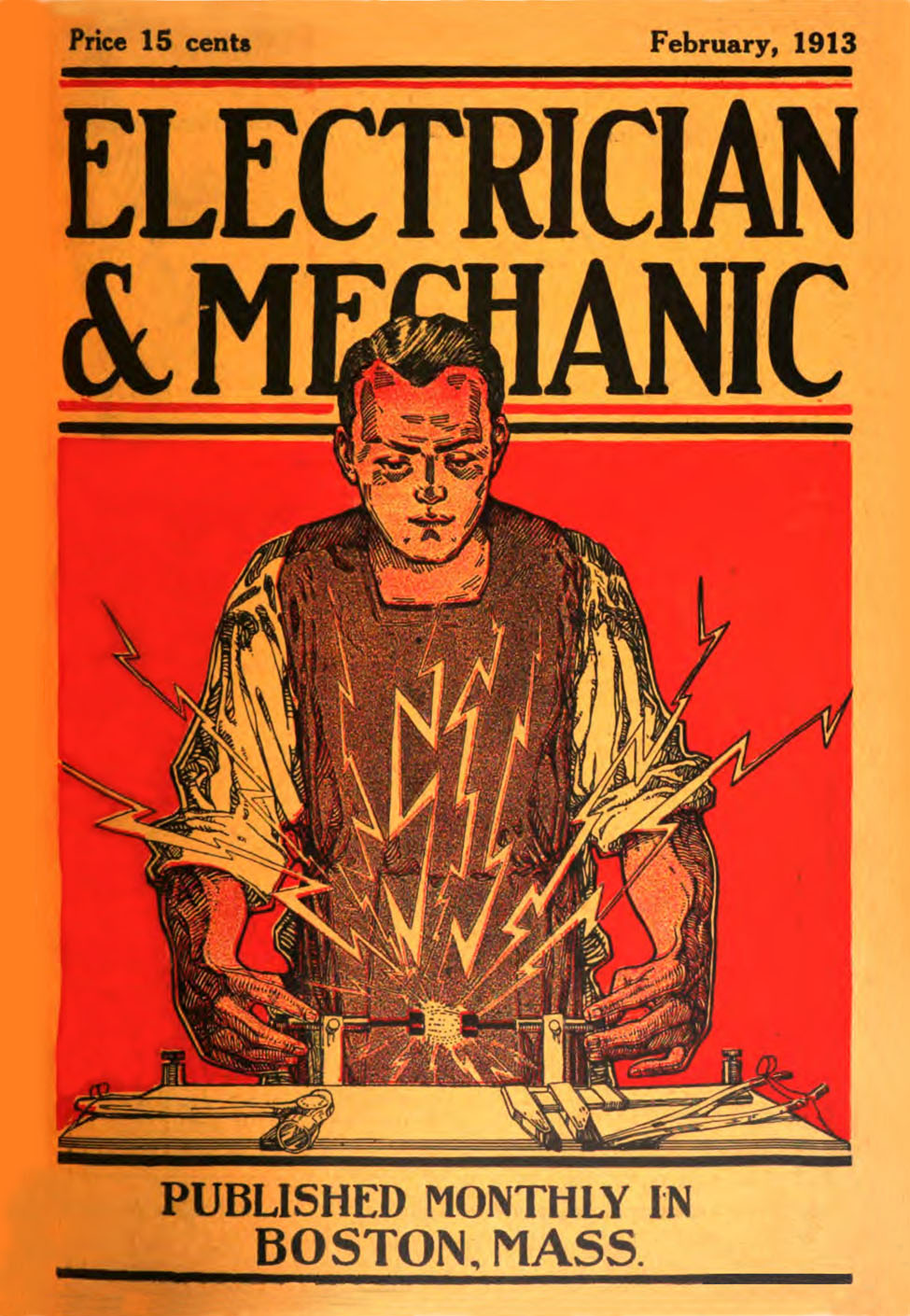
Electrician and Mechanic, febrero de 1913.

Electrician and Mechanic (Electricista y mecánico) fue una revista de ciencia y tecnología estadounidense publicada desde 1890 hasta enero de 1914 cuando se fusionó con Modern Electrics para convertirse en Modern Electrics & Mechanics. La nueva editorial, Modern Publishing, comenzó una serie de fusiones y el título de la revista cambio tantas veces que los bibliotecarios empezaron a quejarse. En octubre de 1915 el título se convirtió en Popular Science y la revista todavía se publica bajo ese nombre en la actualidad.

## Origen
Bubier's Popular Electrician (fundada en 1890) fue adquirida por Frank R. Fraprie y la recién formada Sampson Publishing Company en mayo de 1906. El nombre fue cambiado a Electrician & Mechanic con la edición de julio. Los editores fueron Frank Fraprie, Arthur Eugene Watson y Mary Otis Sampson. Sampson fue también la tesorera y directora de la editorial. (Fraprie y Sampson se casaron en 1911.)
En 1912, Electrician and Mechanic había absorbido otras tres revistas; Amateur Work, Building Craft y Collins Wireless Bulletin. La revista tenía en general cerca de 100 páginas y cada tema incluía una amplia variedad de temas de electricidad, la radio inalámbrica, máquinas, dibujo técnico, el trabajo con la madera y la química. Hubo artículos para los técnicos de radio, como "El cálculo de la inductancia" que detalla la forma de diseñar y el viento de las bobinas para un conjunto de telegrafía sin hilos. Un mecánico experto podía leer sobre "La Producción de precisión con paso de rosca en un torno". También había artículos para los lectores aficionados. Trabajadores de la madera podían encontrar planes para un sillón o un buzón de correo simple.

## cambios de título
| Fechas                              | Título                                      | Volumen y número              |
| ----------------------------------- | ------------------------------------------- | ----------------------------- |
| 1890 – junio de 1906                | Bubier's Popular Electrician                | Vol. 1 No. 1 – Vol. 16 No. 6  |
| Julio de 1906 – diciembre de 1913   | Electrician and Mechanic                    | Vol. 17 No. 1 – Vol. 27 No. 6 |
| Enero de 1914 – junio de 1914       | Modern Electrics and Mechanics              | Vol. 28 No. 1 – 6             |
| Julio de 1914 – diciembre de 1914   | Popular Electricity and Modern Mechanics    | Vol. 29 No. 1 – 6             |
| Enero de 1915 – marzo de 1915       | Modern Mechanics                            | Vol. 30 No. 1 – 3             |
| Abril de 1915 – septiembre de 1915  | World's Advance                             | Vol. 30 No. 4 – Vol. 31 No 3  |
| Octubre de 1915 – diciembre de 1915 | Popular Science Monthly and World's Advance | Vol. 87 No. 4 – No. 6         |
| Enero de 1916 – actualidad          | Popular Science Monthly                     | Vol. 88 No. 1 –               |

Fuente de los volúmenes y números: Catálogo de los comentarios de Autor, Volumen 9 y 10. Enero 1914 a diciembre de 1915.

## Portadas y páginas

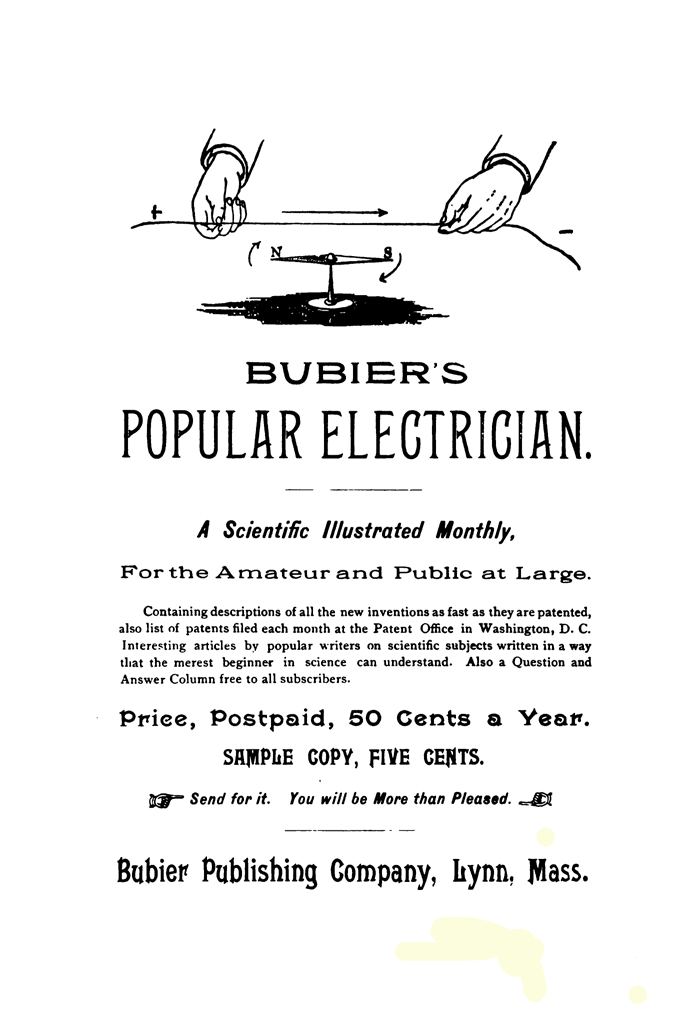
1893 Anuncio de Bubier's Popular Electrician
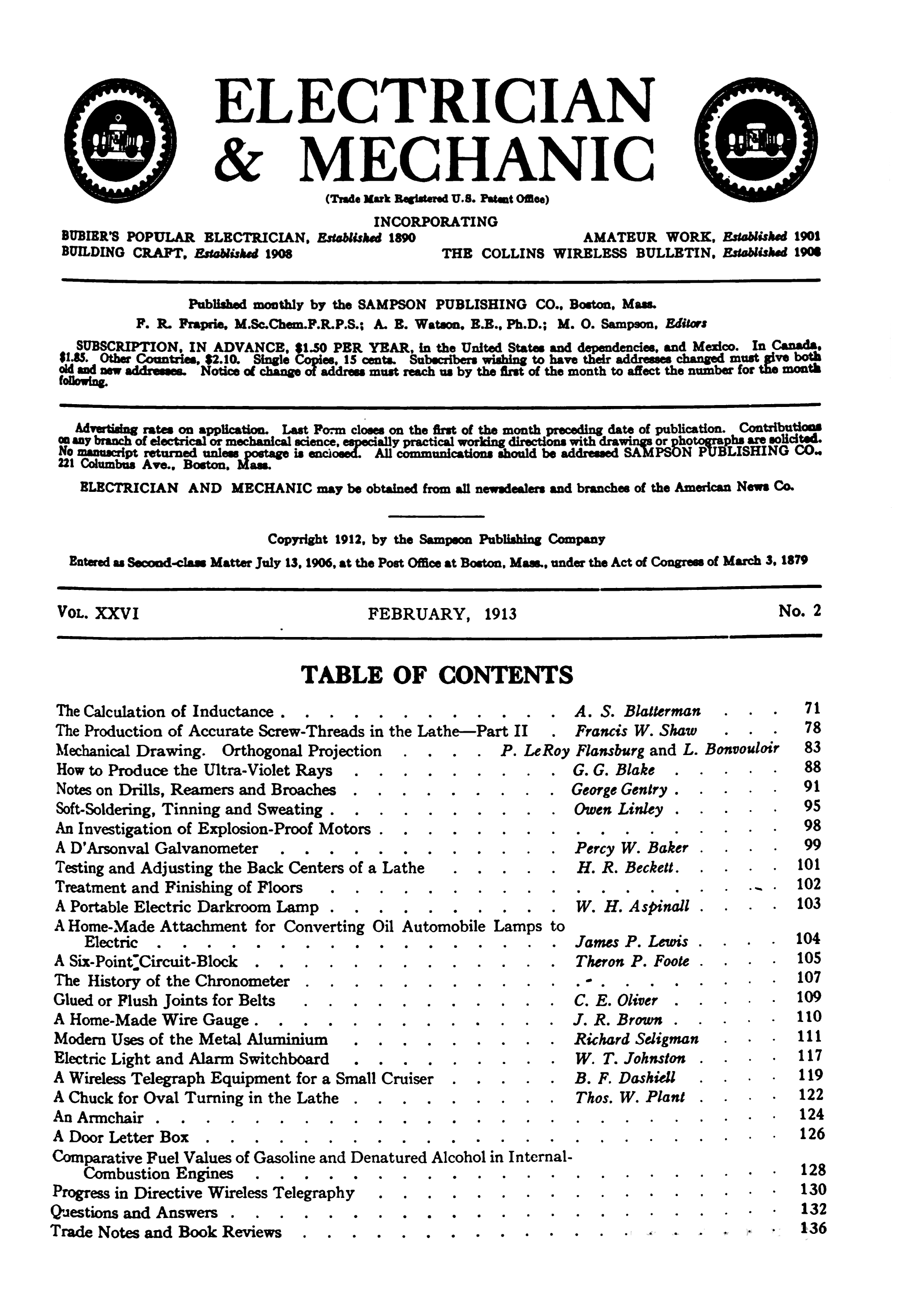
Electrician and Mechanic contenido de febrero de 1913
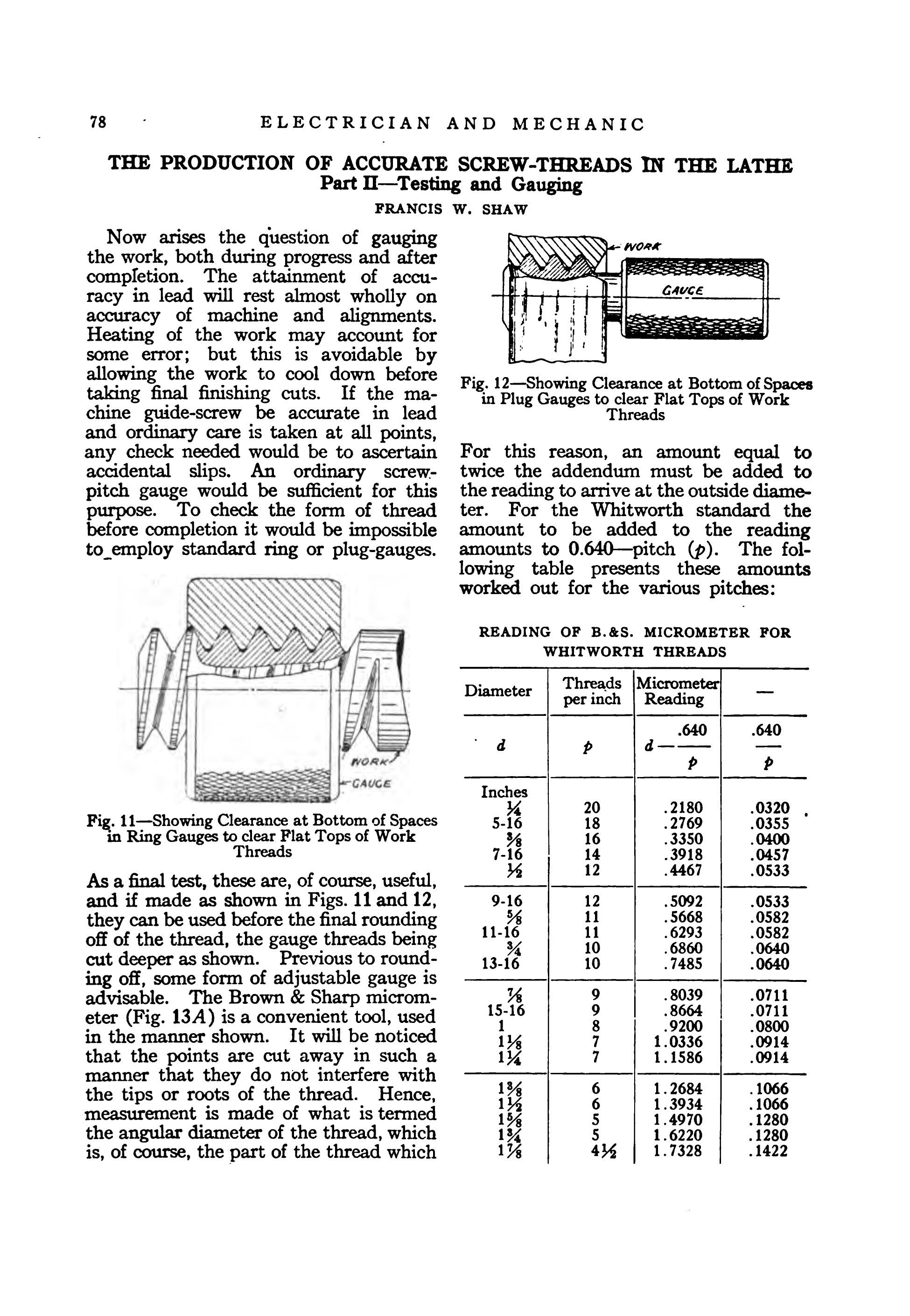
Electrician and Mechanic Febrero de 1913
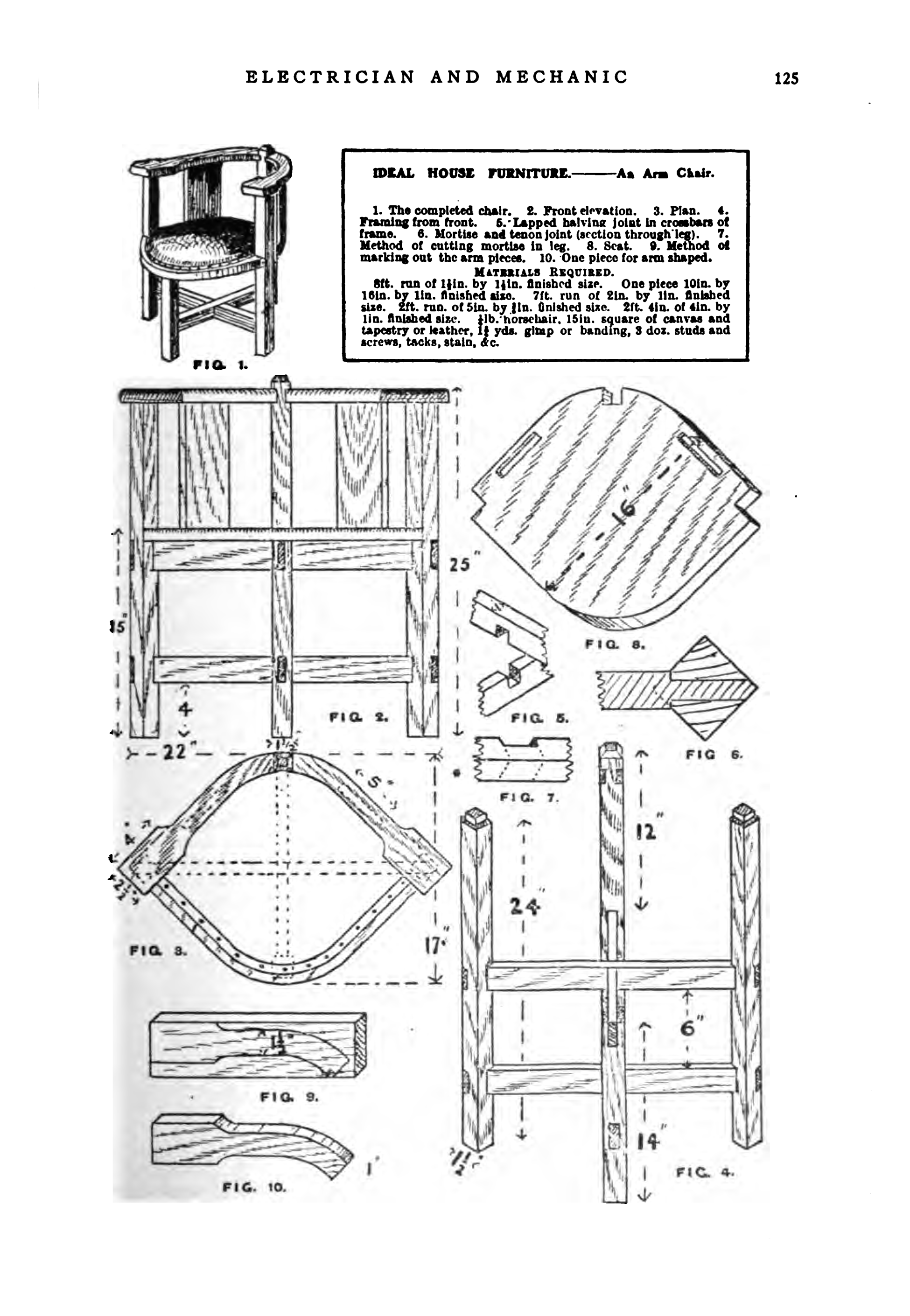
Electrician and Mechanic Febrero de 1913 brazo de la silla
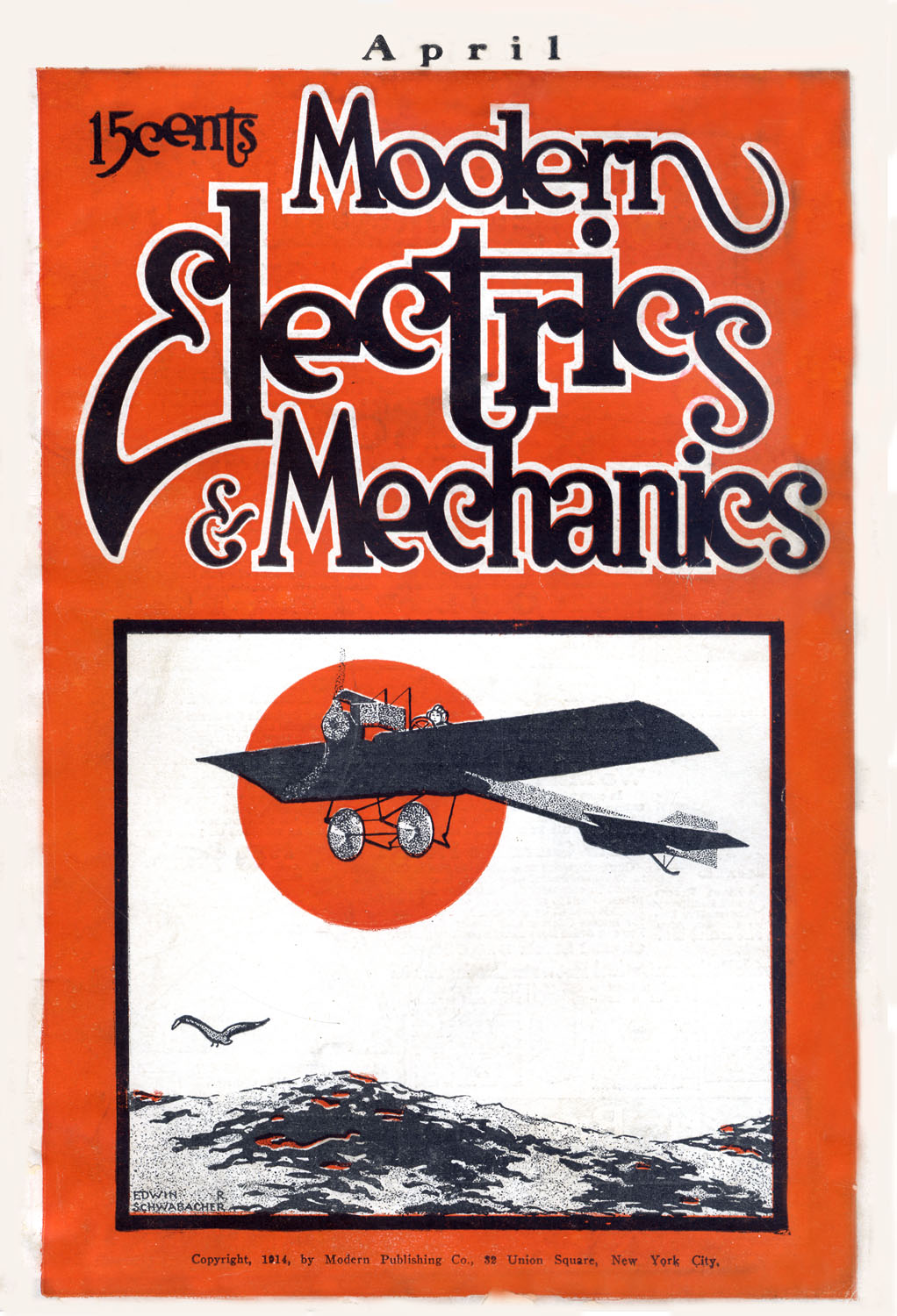
Modern Electrics and Mechanics Abril de 1914
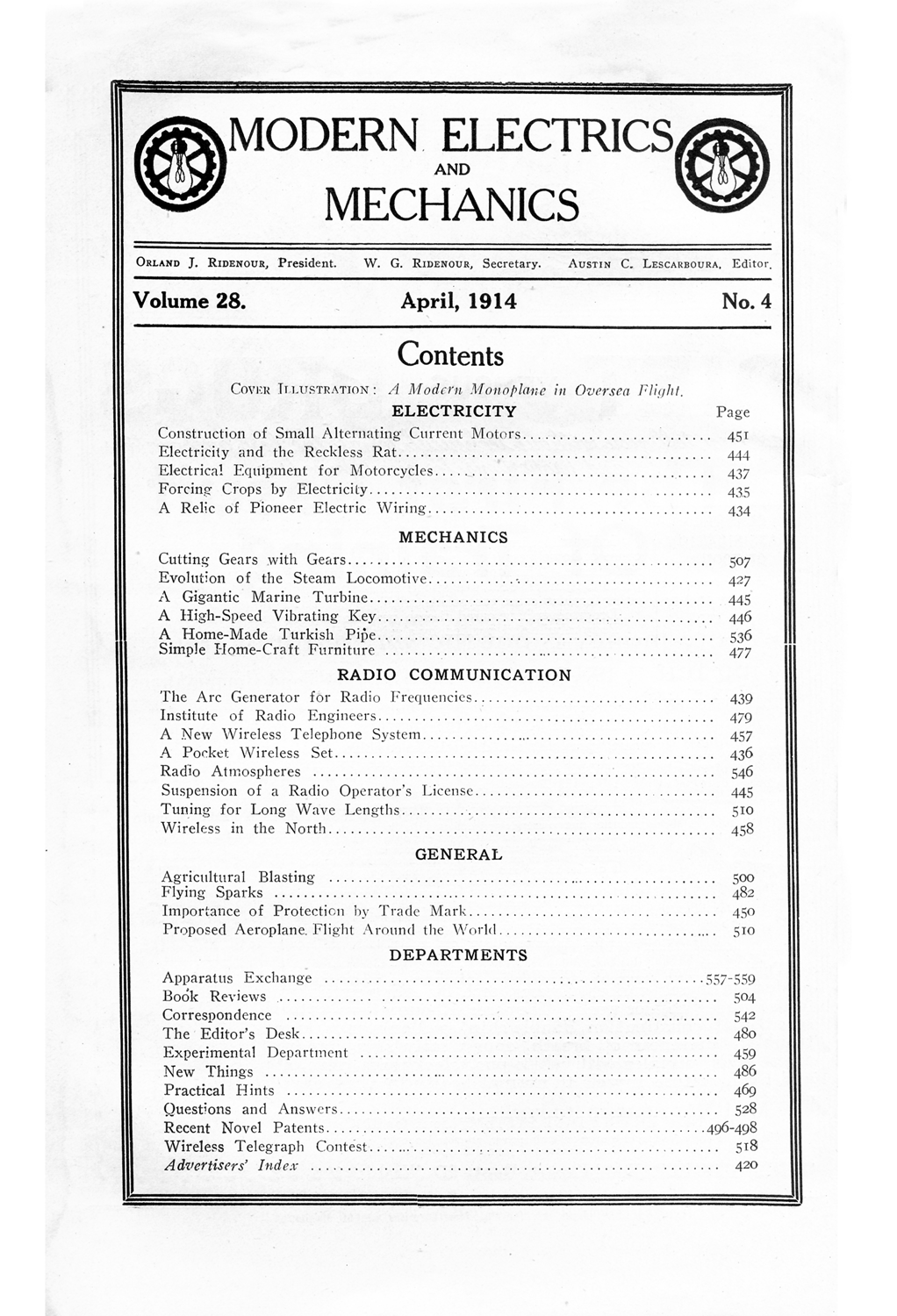
Modern Electrics and Mechanics Abril de 1914
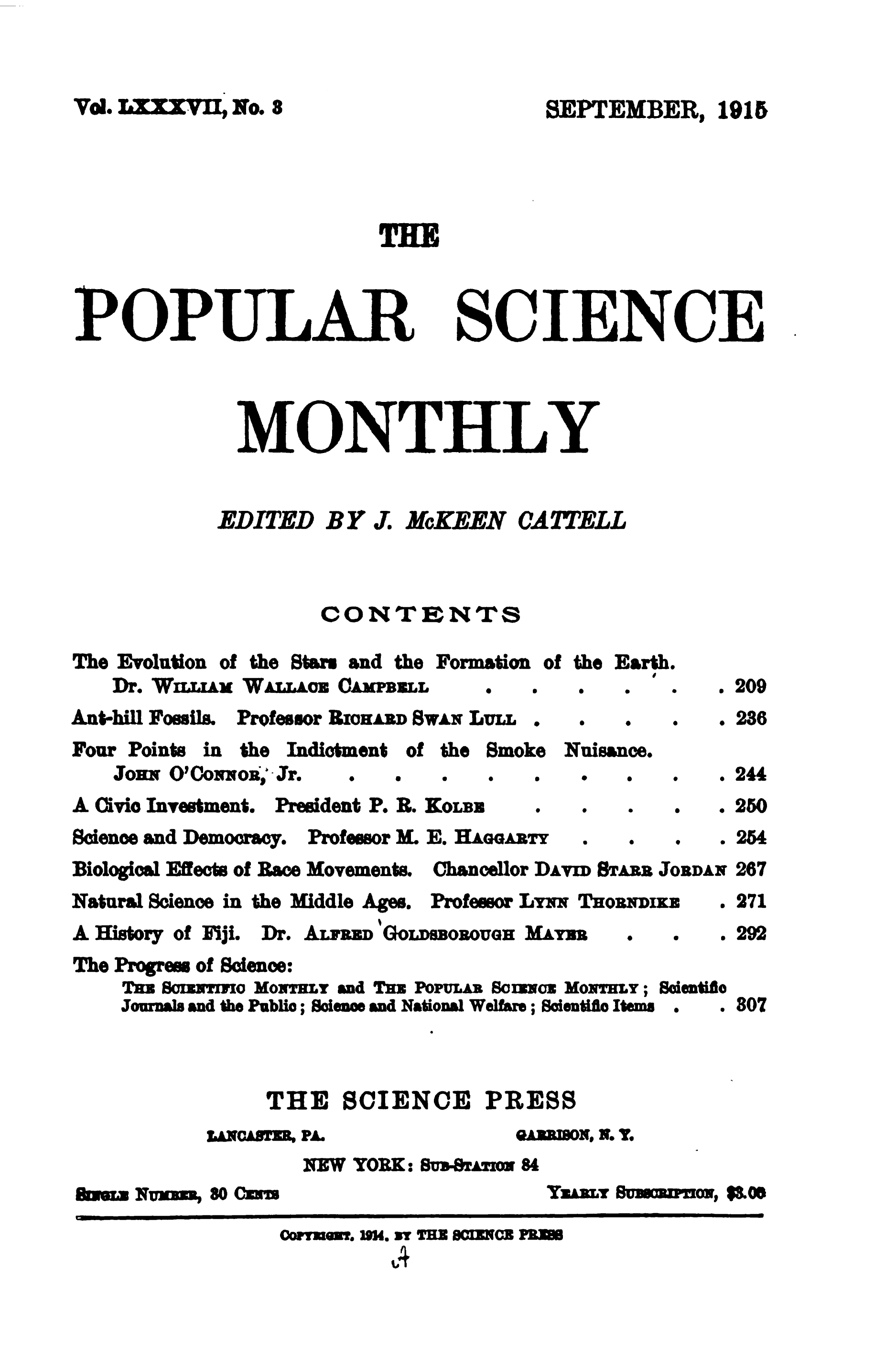
Popular Science Monthly Septiembre de 1915
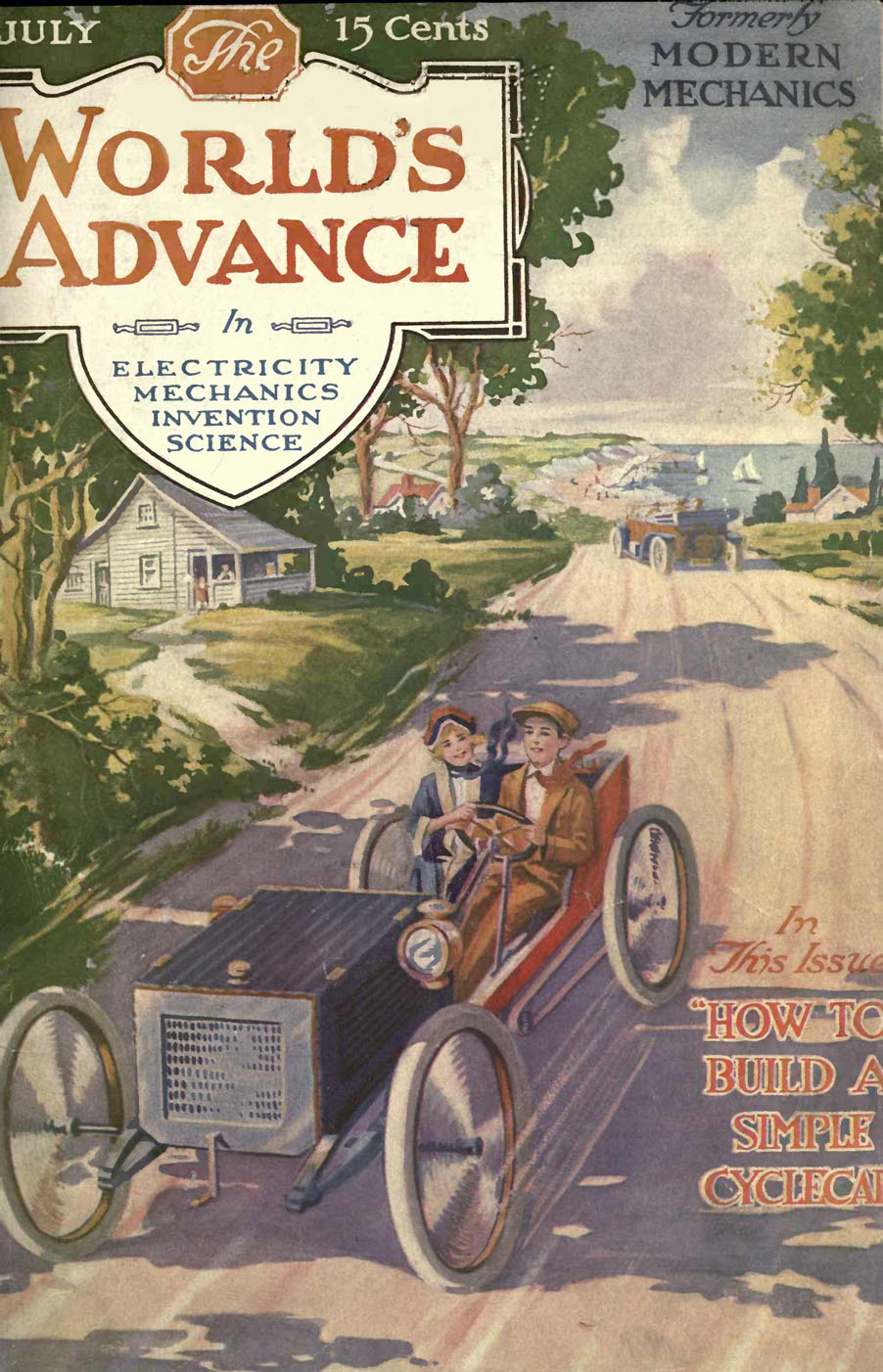
World's Advance Julio de 1915
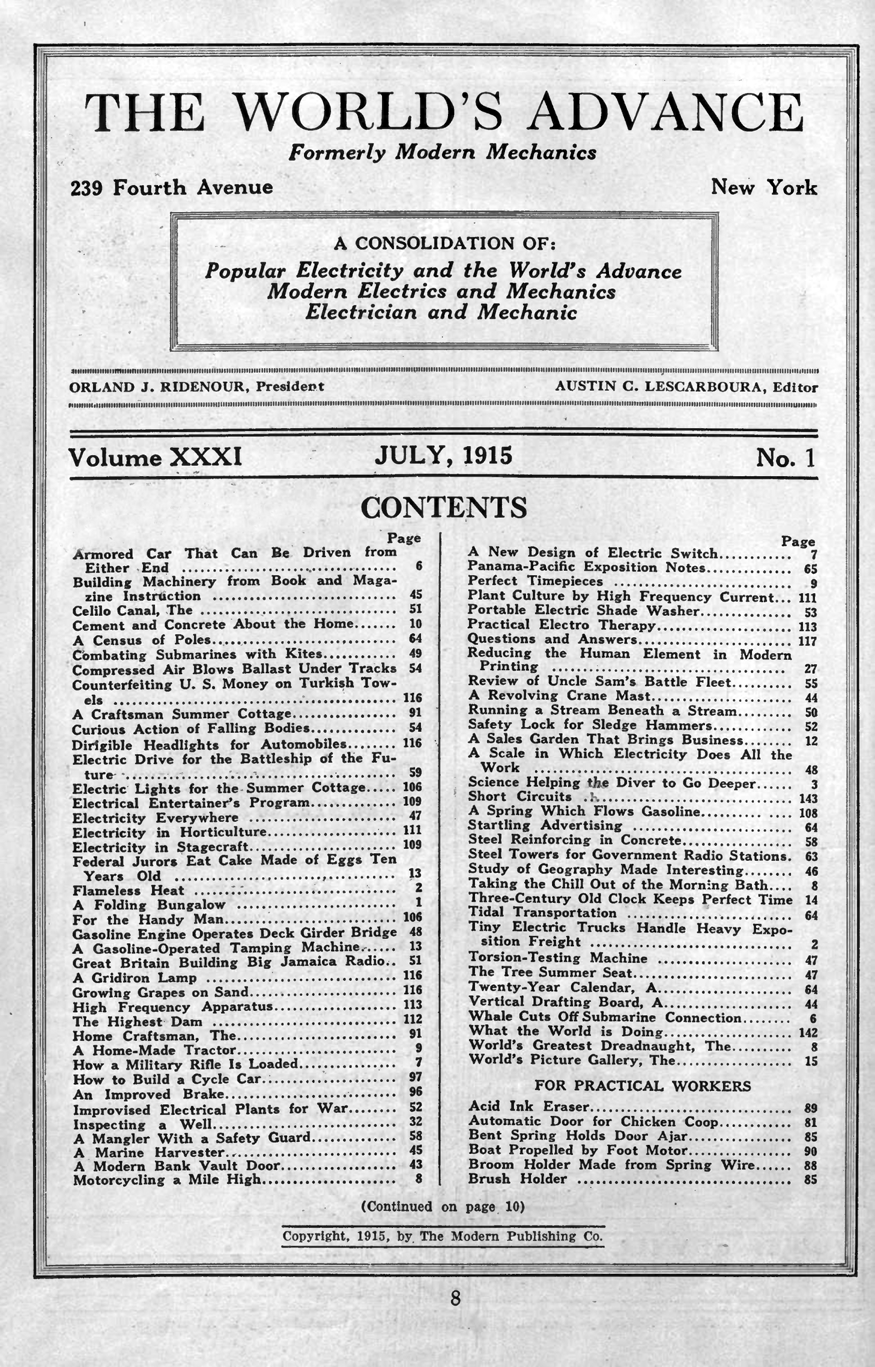
World's Advance Julio de 1915 Contenido
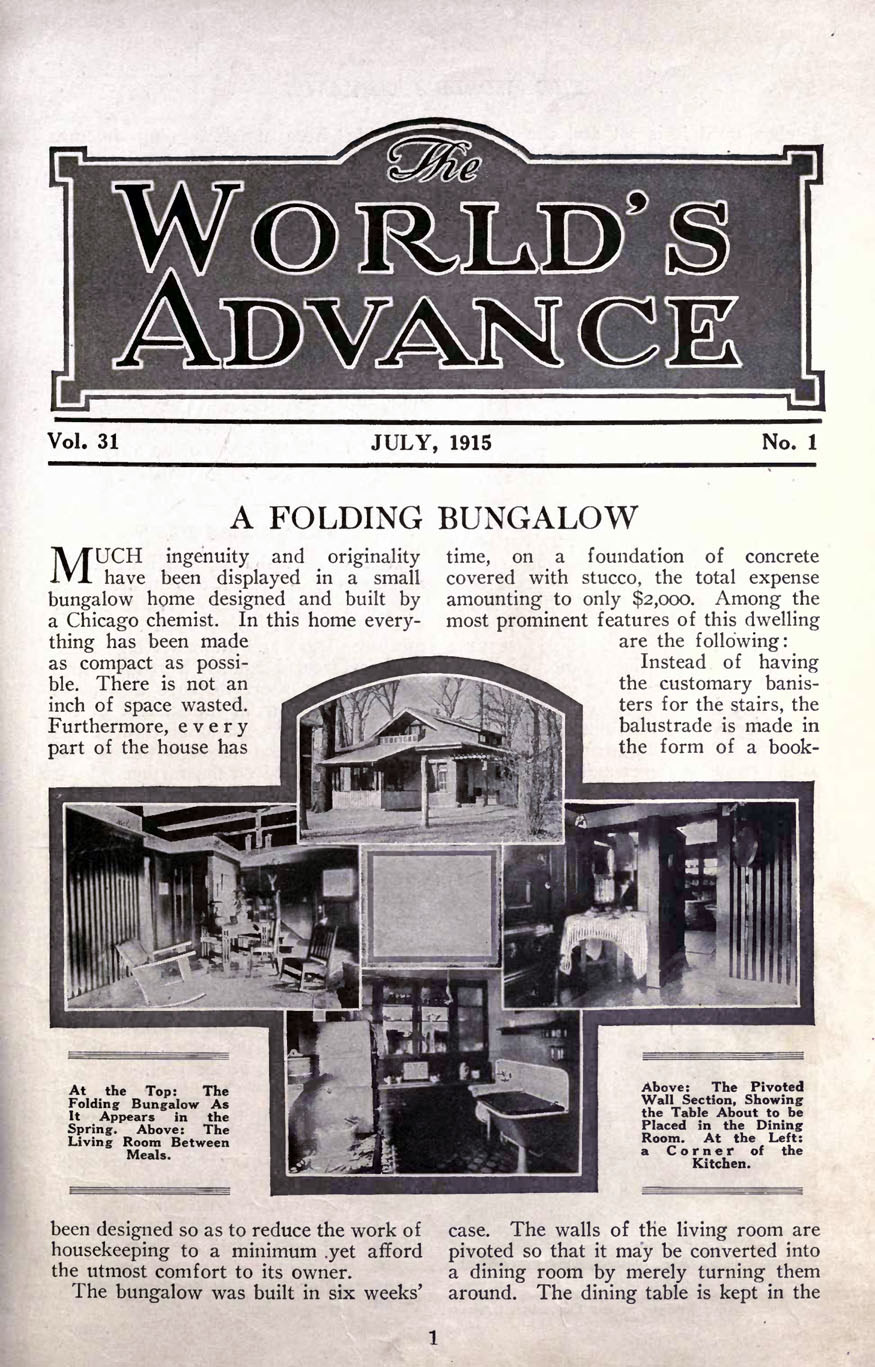
World's Advance Julio de 1915
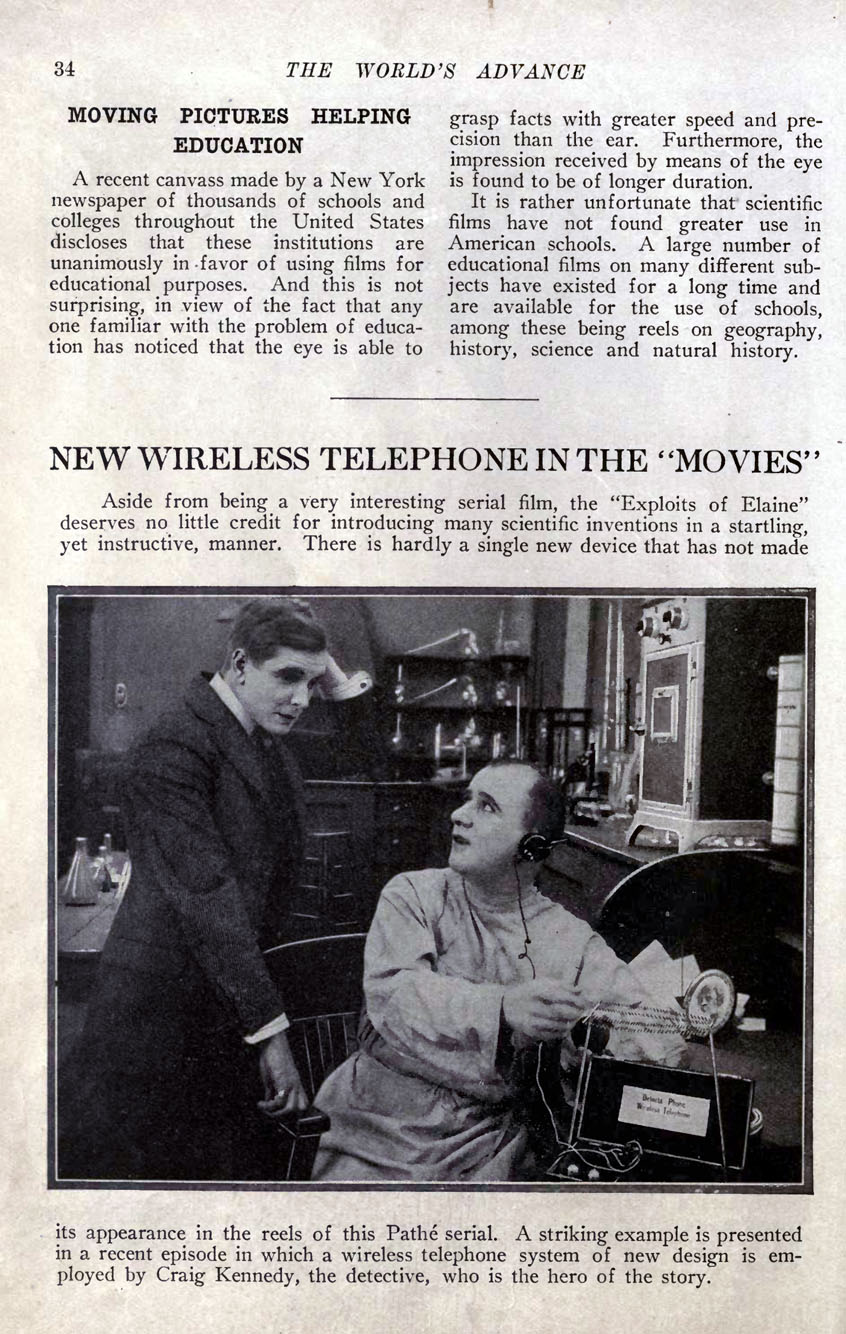
World's Advance Julio de 1915
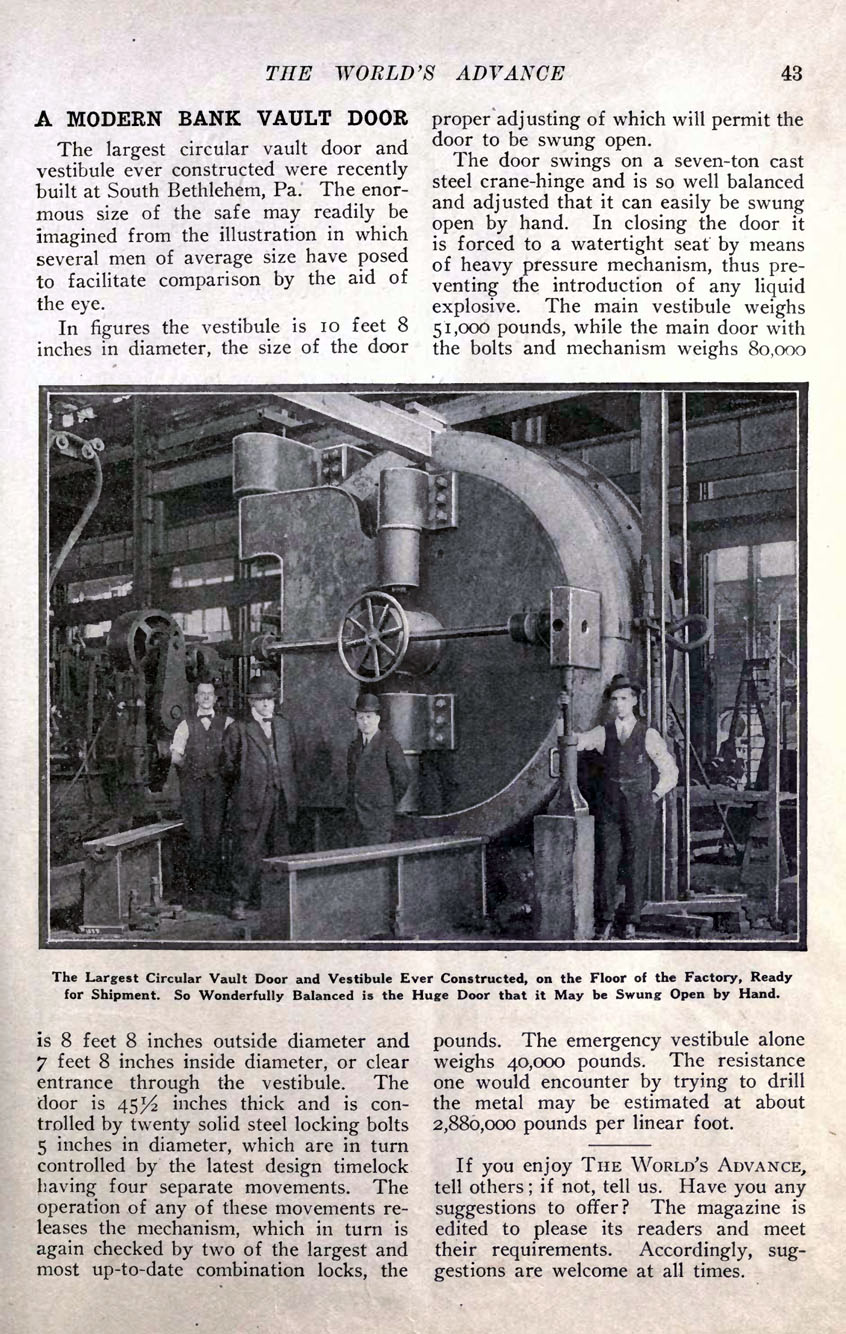
World's Advance Julio de 1915

## Publicaciones
- Electrician and Mechanic (enero–junio de 1912) de la Universidad de Harvard Biblioteca de libros de Google
- Electrician and Mechanic (enero–junio de 1913) de la Universidad de Harvard Biblioteca de libros de Google
- Popular Science Monthly mayo 1872 a septiembre de 1915 de la Biodiversity Heritage Library
- Modern Mechanics and World's Advance (enero–junio de 1915) de Prelinger Biblioteca en Internet Archive
- World's Advance (julio–septiembre de 1915) de la Biblioteca Prelinger en Internet Archive
- Popular Science Monthly (enero–junio de 1918) de New York Public Library en Google Books